# 2015年普吉岛巴士事故
2015年普吉島巴士事故，是2015年3月25日發生在泰国普吉岛的一場巴士墜車事故，造成3名中國遊客死亡，15人受傷。事故發生在中午12時20分，該輛巴士载有18名中国游客、1名導遊，從普吉府前往攀牙府途中，撞破防护栏坠入海滩附近的峡谷。3名游客死亡（2女1男），15人受伤。